# Макинтајер (Џорџија)
Макинтајер (Џорџија) (енгл. McIntyre) град је у америчкој савезној држави Џорџија. По попису становништва из 2010. у њему је живело 650 становника.

## Демографија
Према попису становништва из 2010. у граду је живело 650 становника, што је 68 (9,5%) становника мање него 2000. године.
| Група             | 2000.       | 2010.       |
| Белци             | 261 (36,4%) | 187 (28,8%) |
| Афроамериканци    | 413 (57,5%) | 404 (62,2%) |
| Азијати           | 0 (0,0%)    | 0 (0,0%)    |
| Хиспаноамериканци | 38 (5,3%)   | 54 (8,3%)   |
| Укупно            | 718         | 650         |